# Iheya-Izena-Inseln
Die Iheya-Izena-Inseln (jap. 伊平屋伊是名諸島, Iheya-Izena-shotō) sind eine Inselgruppe der japanischen Präfektur Okinawa im Ostchinesischen Meer.

## Geografie
Die Iheya-Izena-Inseln liegen 20 km nördlich der Motobu-Halbinsel von Okinawa. Sie bilden, ausgenommen der einsamen Insel Iōtorishima, den Nordteil der Okinawa-Inseln.
Die Gruppe besteht aus den beiden Hauptinseln Iheya-jima und Izena-jima, den Inseln Noho-jima, Yanaha-jima, Gushikawa-jima und Urugami-shima sowie weiteren Felsen und unbenannten Eilanden. Vor einer Landaufschüttung, bei der Yanoshita-jima mit Izena-jima verbunden wurde, bestand die Gruppe aus sieben größeren Inseln und wurde auch Iheya no Shichi Banare (伊平屋の七離れ, „sieben Teile von Iheya“) genannt. Die Inseln sind von Korallenriffen umgeben bzw. selber gehobene Korallenriffe.

### Inseln
Die Inselgruppe besteht aus folgenden Inseln mit einer Fläche von mindestens einem Hektar:
| Luftbild                                    | Name                             | japanisch | Fläche [km²] | Höhe [m] | Gemeinde | Koordinaten                   |
| ------------------------------------------- | -------------------------------- | --------- | ------------ | -------- | -------- | ----------------------------- |
| Luftbild Iheya-jima                         | Iheya-jima                       | 伊平屋島  | 20,66        | 293,9    | Iheya    | 27° 3′ N, 127° 59′ O          |
| Luftbild Izena-jima                         | Izena-jima                       | 伊是名島  | 14,12        | 119,9    | Izena    | 26° 56′ 2″ N, 127° 56′ 11″ O  |
| Luftbild Noho-jima                          | Noho-jima                        | 野甫島    | 1,08         | 43,0     | Iheya    | 26° 59′ 41″ N, 127° 55′ 13″ O |
| Luftbild Yanaha-jima                        | Yanaha-jima                      | 屋那覇島  | 0,74         | 12,5     | Izena    | 26° 53′ 50″ N, 127° 55′ 35″ O |
| Luftbild Gushikawa-shima                    | Gushikawa-shima                  | 具志川島  | 0,47         | 28,0     | Izena    | 26° 58′ 31″ N, 127° 57′ 4″ O  |
| Luftbild Urugami-jima (rechts)              | Urugami-jima                     | 降神島    | 0,01         | 20,0     | Izena    | 26° 55′ 8″ N, 127° 57′ 28″ O  |
|                                             | Yāhe-iwa                         | ヤーヘ岩  | 0,01         | 47,0     | Iheya    | 27° 5′ 28″ N, 127° 59′ 44″ O  |
|                                             | unbenannt                        |           | 0,01         | 10,0     | Iheya    | 27° 0′ 8,5″ N, 127° 55′ 28″ O |
|                                             | unbenannt                        |           | 0,01         | 17,0     | Iheya    | 26° 59′ 36″ N, 127° 54′ 45″ O |
|                                             | unbenannt                        |           | 0,01         | ?,0      | Iheya    | 26° 59′ 40″ N, 127° 54′ 41″ O |
| Luftbild Yanoshita-jima                     | Yanoshita-jima (heute Halbinsel) | 屋ノ下島  | 0,20         | 7,0      | Izena    | 26° 56′ 12″ N, 127° 54′ 56″ O |
| Karte mit allen Koordinaten: OSM \| WikiMap |                                  |           |              |          |          |                               |